# 劇場版 動物戦隊ジュウオウジャーVSニンニンジャー 未来からのメッセージ from スーパー戦隊
- スーパー戦隊シリーズ
  - 動物戦隊ジュウオウジャー > 劇場版 動物戦隊ジュウオウジャーVSニンニンジャー 未来からのメッセージ from スーパー戦隊
  - 手裏剣戦隊ニンニンジャー > 劇場版 動物戦隊ジュウオウジャーVSニンニンジャー 未来からのメッセージ from スーパー戦隊

『劇場版 動物戦隊ジュウオウジャーVSニンニンジャー 未来からのメッセージ from スーパー戦隊』（げきじょうばん どうぶつせんたいジュウオウジャーたいニンニンジャー みらいからのメッセージ フロム スーパーせんたい）は、2017年1月14日に全国東映系で上映された、日本の映画作品。
キャッチコピーは「2017年スーパー戦隊大進撃！」、「本能覚醒・無限の忍タリティで最強アメイジングバトル開幕！」。

## 概要
特撮テレビドラマ「スーパー戦隊シリーズの『動物戦隊ジュウオウジャー』と、『手裏剣戦隊ニンニンジャー』をメインとしたクロスオーバー作品。『劇場版 炎神戦隊ゴーオンジャーVSゲキレンジャー』から続くスーパー戦隊祭の第9作目にして最終作。
本作品ではタイトルの2戦隊のみならず、『秘密戦隊ゴレンジャー』から『烈車戦隊トッキュウジャー』までの歴代スーパー戦隊のレッドや、追加戦士を加えた全メンバーや合体ロボのイメージも登場する。歴代レッドを代表して、『ジュウオウジャー』と同じ動物をモチーフにしている『超獣戦隊ライブマン』のレッドファルコンの声を、オリジナルキャストの嶋大輔が2001年の『百獣戦隊ガオレンジャーVSスーパー戦隊』以来15年ぶりに担当する。
「スーパー戦隊祭」で恒例となっていた「新戦隊の顔見せ」は本作品でも踏襲されており、『ジュウオウジャー』の次作品『宇宙戦隊キュウレンジャー』がテレビシリーズの放送に先駆けて登場する。作中に登場したメンバー9人のうち、台詞付きなのは顔出しメンバー5人のみとなっている。登場場面では、1人→5人→9人と段階的に増えていくことで人数の多さを強調している。
それまで記念作品として制作されたスーパー戦隊の番外編は、いずれもその前年の戦隊とは共演しない作品であったため、キャストの中には本作品も『動物戦隊ジュウオウジャーVSスーパー戦隊』になるのではないかとの予想もあった。一方で『ジュウオウジャー』と『キュウレンジャー』の共演作は諸事情で製作されなかったが、後にVシネクストとして制作された『ルパンレンジャーVSパトレンジャーVSキュウレンジャー』では門藤操 / ジュウオウザワールドが登場している。
スーパー戦隊VSシリーズでは、タイトルに「VS」と冠しながらも両戦隊が直接は戦わないことが多いが、本作品では両戦隊の本格的な戦いが描かれているのが特徴である。監督の竹本昇は、ニンニンジャーが能動的に動き、ジュウオウジャーが巻き込まれるという形とすることで両者の特徴を強調している。

## あらすじ
山中でキャンプを満喫していた動物戦隊ジュウオウジャーの前に5人の色とりどりの忍者が現れた。その忍者は、かつて牙鬼軍団と戦った手裏剣戦隊ニンニンジャーの初期メンバーだった。ニンニンジャーは、ジュウオウジャーを妖怪呼ばわりし、攻撃を仕掛ける。ジュウオウジャーも変身し、応戦する。
激突する風切大和 / ジュウオウイーグルと伊賀崎天晴 / アカニンジャーの前に天晴の息子を名乗る一人の少年、伊賀崎快晴と出会う。
ニンニンジャーは、ルンルンという異生物に寄り添っており、ルンルンに「正義のフリをして、自分の一族を殺したジュウオウジャーを倒して欲しい」と頼まれていた。天晴以外のニンニンジャーは、ジュウオウジャーを倒すために門藤操/ジュウオウザワールドを捕まえ、囮にしようとする。同じころ、ニンニンジャーに苛立ちを募らすジューマンのみのジュウオウジャーは、偶然出会ったキンジ・タキガワ/スターニンジャーを捕まえる。
大和と天晴は、快晴から「明日、ジュウオウジャーとニンニンジャーが倒れ、スーパー戦隊の歴史が終わる」と告げられる。これを聞いた2人は和解し、他のメンバーに説明しようとするが、通信できない。
翌日、お互い6人目の戦士を囮にした大和以外のジュウオウジャーと天晴以外のニンニンジャーが大和と天晴の制止を無視して戦いを始めてしまう。
- 時系列上では、『ニンニンジャー』テレビシリーズ最終回より後となる、2016年11月末から12月前半辺りの時期の出来事として設定されている[11]。

## 登場人物

### オリジナルキャラクター
伊賀崎 快晴（）
伊賀崎流忍法・タイムワープの術で12年後の世界よりやって来た、伊賀崎天晴の息子に当たる12歳の少年。父と同様にアカニンジャーになることを目標に、忍術修行に励んでいる。
ルンルンの策略によるジュウオウジャーとニンニンジャーの戦いを止めるため、伊賀崎流忍法・タイムワープの術を使って12年前の世界に赴く。未来を変えることが出来た後、封印の手裏剣が変化した快晴忍シュリケンを使って、念願のアカニンジャーに変身。ギルマーダとの戦いが終わった後、未来への帰還を果たす。
本作品では天晴が既婚者であり、なおかつ子供が産まれる直前でもあったため、スーパー戦隊の歴史が終わった未来でも快晴が存在することが物語のラストで言及された。この事実は、このラストシーンに居合わせた他のメンバーは言うに及ばず、本作品の時点で既に伊賀崎家に帰ってきていた母の桜子も全く知らなかったとされる。
アカニンジャー（子）
伊賀崎快晴が変身する戦士。たすきの部分は金色になっている。
名乗りフレーズは「本日快晴（）!」。
父と祖父との三世代アカニンジャーで幻月を倒した。
- 快晴役の石川も実際にスーツを着用して演じたが、スーツアクター用の衣装であったため、サイズが大きく、詰め物をして撮影したという。

ルンルン
ナリアによってデスガリアンへと招致された宇宙生物だが、実はギルマーダの仮の姿。
一見すると可愛い雰囲気を漂わせる外見だが、その実凶暴で卑劣な性格を備えている。自分の一族を悪い妖怪であるジュウオウジャーに殺されたと偽り、ニンニンジャーにジュウオウジャーの打倒を依頼し、両戦隊を戦わせ自滅させることを目的としている。
通信を妨害する花粉を放ったり、植物を使った拘束能力、自身の意思に関係ない言葉を発する植物製のマスクウソツケマスクを作ることもできる。
- デザインは篠原保が担当した。デザインモチーフは蕾で、顔はチョウとパルプ・マガジンSFの挿絵に描かれたバグアイをイメージしている。
- 監督の竹本は、ルンルン役の福原が過去に演じた『なめこ〜せかいのともだち〜』の主人公であるなめこをもう少し幼くした感じとしていたという。

ギルマーダ
ルンルンの正体。数々の星でその星のヒーローたちを抹殺してきた「ヒーロー始末人」であり、ナリアによってデスガリアンに招聘された。
巨大な花のような風貌をしており、自身の身体から生やした根を地中に潜らせることで「闇の使い」と称して過去に両戦隊に倒された幹部格の怪人を再生させることができる。武器はライフル・ハナビームガン。
闇の使いを全て倒され、自身も2大戦隊のジュウオウニンニンファイナル爆裂砲に敗れた後、ナリアから預かった5枚のコンティニューメダルを喰らって復活し、最終形態に超巨大化。下半身を巨大な植物へと変貌させ、無数の触手のように伸ばした蔦によってワイルドトウサイドデカキングとキングシュリケンジンを合体解除へと追い込むが、歴代スーパー戦隊の繋がりの力によって誕生したワイルドトウサイシュリケンキングのジュウオウニンニン・スーパー戦隊バーストに敗れ、「スーパー戦隊、恐るべし」という台詞を残して爆死していった。
- デザインは篠原保が担当した。デザイン段階では動物を狩るハンターという設定のみであったためイメージが二転三転したといい、最終的に鉱物をモチーフとしたデスガリアンとの差別化から植物がモチーフとなった。巨大化形態は、茎や蔓の部分が現場処理で先行して撮影されていたため、細かいデザインを考慮せずコンセプトアート風のデザイン画が描かれた。

## 戦力

### 本作品オリジナルの技
レーナニル・マンオパ
アオニンジャーが使用した魔法。ジュウオウエレファントをパオンマルへと変身させた。
手裏剣忍法・動物変化の術（）
モモニンジャーがパンダマル、シロニンジャーがビャッコマルに変身し相手に突撃する技。
術を解いた後にはそれぞれパンダと白虎の着ぐるみを着用した状態になっていた。
野性解放忍烈斬（）
女性戦士4人による合体技。シロニンジャーとジュウオウタイガーがすれ違いざまに相手を切りつけ、モモニンジャーとジュウオウシャークが飛び上がり回転しながら切り裂く。
親子三代忍烈斬（）
天晴、快晴、旋風の三世代アカニンジャーによる一斉・忍烈斬。
ジュウオウニンニンファイナル爆裂砲
ジュウオウジャーとニンニンジャー12人がホエールチェンジガンにパワーを込めて放つ必殺技。

### 本作品オリジナルのロボット
ワイルドトウサイシュリケンキング
歴代スーパー戦隊のエールを受けたジュウオウジャーとニンニンジャーのパワーで誕生した合体忍シュリケンが、ワイルドトウサイキングと動物手裏剣大合体した形態。ジュウオウジャーに加え、ニンニンジャーも乗り込む。
胸に装備した合体忍シュリケンにはニンニンジャーの手裏剣マークとキューブイーグルの1の文字が描かれている。この忍シュリケンを発射し分身させながら敵を攻撃したり、回転させることで攻撃を防ぐ手裏剣シールドとしても使用できる。
必殺技は40大スーパー戦隊の戦士と歴代戦隊ロボのパワーを忍シュリケンに結集し、歴代戦隊のエンブレムをかたどったビームを発射するジュウオウニンニン・スーパー戦隊バースト。
- デザインはプレックスの阿部統が担当した。胸に忍シュリケンを取り付けるという案は監督の竹本昇によるものである。

ジュウオウキング 1・2・4、ジュウオウワイルド 6・5・3
ジュウオウキングとジュウオウワイルドの基本形態からライオンとエレファントを入れ替えた派生形態。

## キャスト
伊賀崎快晴役の石川樹はオーディションで起用され、監督の竹本昇は石川の演技力やアクションを評価している。ルンルンの声役の福原遥は、竹本が監督した『烈車戦隊トッキュウジャー THE MOVIE ギャラクシーラインSOS』に出演した縁で起用された。
- 風切大和 / ジュウオウイーグル - 中尾暢樹
- セラ / ジュウオウシャーク - 柳美稀
- レオ / ジュウオウライオン - 南羽翔平
- タスク / ジュウオウエレファント - 渡邉剣
- アム / ジュウオウタイガー - 立石晴香
- 門藤操 / ジュウオウザワールド - 國島直希
- 伊賀崎天晴 / アカニンジャー - 西川俊介
- 加藤・クラウド・八雲 / アオニンジャー - 松本岳
- 松尾凪 / キニンジャー - 中村嘉惟人
- 伊賀崎風花 / シロニンジャー - 矢野優花
- 百地霞 / モモニンジャー - 山谷花純
- キンジ・タキガワ / スターニンジャー - 多和田秀弥
- バド - 村上幸平
- 伊賀崎快晴 - 石川樹
- 伊賀崎旋風 - 矢柴俊博
- 森真理夫 - 寺島進

### 声の出演
- ルンルン - 福原遥
- ギルマーダ - 佐々木望
- アザルド - 中田譲治
- クバル - 岩田光央
- ナリア - 寿美菜子
- 犀男 - ボルケーノ太田
- 鰐男 - かぬか光明
- 狼男 - 高橋英則
- シシレッド - 岐洲匠 - 『宇宙戦隊キュウレンジャー』[32]
- サソリオレンジ - 岸洋佑 - 『宇宙戦隊キュウレンジャー』
- ヘビツカイシルバー - 山崎大輝 - 『宇宙戦隊キュウレンジャー』
- カメレオングリーン - 大久保桜子 - 『宇宙戦隊キュウレンジャー』
- カジキイエロー - 榊原徹士 - 『宇宙戦隊キュウレンジャー』
- レッドファルコン - 嶋大輔 - 『超獣戦隊ライブマン』[33]

### スーツアクター
- ジュウオウイーグル[34] / ゴリラ[34] / ホエール[34] - 浅井宏輔
- 五味涼子
- 竹内康博
- ジュウオウエレファント[8]、アオニンジャー[8] - 中田裕士
- 下園愛弓
- シシレッド[35] - 高田将司
- 日下秀昭
- 藤田洋平
- アカニンジャー（快晴）[18] - 渡辺実
- 大林勝
- アカニンジャー[36] - 縄田雄哉
- 蔦宗正人
- 田中宏幸
- 神尾直子
- 野川瑞穂
- 今井靖彦
- 岡元次郎
- 清家利一
- 蜂須賀祐一
- 矢部敬三
- 草野伸介
- 永徳
- 岡田和也
- 寺本翔悟
- 渡邉昌宏
- 村岡弘之
- 高橋光
- おぐらとしひろ
- 藤田慧
- 内川仁朗
- 神前元
- 浦家賢士
- 榮男樹
- 細川晃弘
- 田中慶
- 井口尚哉
- 隈本秋生
- 御前伸幸
- 松岡千尋
- 今井結香子
- 久田悠貴
- 坂本和基
- 山田武生
- 竹中凌大
- 松本城太郎
- 野邉大地
- 石田颯己
- 中下伊織
- 近藤雄大
- 坂梨由芽
- 白井雅士
- 壁田美穂
- 飯田愛美
- 上平田結花
- 齊藤謙也
- 関谷健利
- 小森拓真
- 菊地雄人
- 松本直也

## スタッフ
監督の竹本昇は、本作品の撮影終了後にテレビシリーズに戻る予定であったが、本作品の撮影が遅れたためテレビシリーズには戻らずVシネマ『帰ってきた動物戦隊ジュウオウジャー お命頂戴!地球王者決定戦』の撮影に入った。
- 製作 - 亀山慶二、間宮登良松、手塚治、松田英史、木下直哉
- 企画 - 佐々木基、加藤和夫、白倉伸一郎、竹内淳裕、小助川典子
- エグゼクティブプロデューサー - 佐々木基、疋田和樹
- 原作 - 八手三郎
- 脚本 - 香村純子
- 音楽 - 亀山耕一郎、山下康介
- 撮影 - 松村文雄
- 助監督 - 山田敏久
- スケジュール - 葉山康一郎
- 技術協力 - 東映デジタルセンター、東映ラボ・テック、株式会社RAID、RED DIGITAL CINEMA SHOT ON RED(RED EPIC-W)、おいぬビジョン、Grass Valley、BULL、WING-T、M・SOFT、GREAT INTERNATIONAL、alpedia、GRIFFITH、ATV、Libec、enRoute
- プロデューサー - 井上千尋（テレビ朝日）、中野剛（東映ビデオ）、宇都宮孝明・石川啓（東映）、矢田晃一・深田明宏（東映エージエンシー）
- アクション監督 - 福沢博文
- 特撮監督 - 佛田洋
- 「ジュウオウジャーVSニンニンジャー」製作委員会（テレビ朝日・東映ビデオ・東映・東映エージエンシー・木下グループ）
- 監督 - 竹本昇

## 音楽
主題歌「レッツ！ジュウオウダンス with NINJA」
作詩：藤林聖子 / 作・編曲：谷本貴義（Project.R） / 歌：大西洋平（Project.R） / コーラス：ヤング・フレッシュ
挿入歌
「忍ぶどころか 本能覚醒！」
作詩・作曲：高取ヒデアキ、大西洋平 / 編曲：大橋恵（Project.R） / 歌：Project.R（高取ヒデアキ、大西洋平）
「動物戦隊ジュウオウジャー」
作詩：藤林聖子 / 作曲･歌：高取ヒデアキ（Project.R） / 編曲：籠島裕昌（Project.R） / コーラス：ヤング・フレッシュ / 演奏：Z旗

## 映像ソフト化
2017年3月22日発売。Blu-ray / DVDでリリース。
- 劇場版 動物戦隊ジュウオウジャーVSニンニンジャー 未来からのメッセージ from スーパー戦隊 ［ブルーレイ+DVDセット］通常版（2枚組）
  - ディスク1：本編Blu-ray
  - ディスク2：本編DVD
    - 映像特典（ディスク1、ディスク2共通）
      - 劇場予告編
      - 本編後付け映像
      - ノンスーパーED
- 劇場版 動物戦隊ジュウオウジャーVSニンニンジャー 未来からのメッセージ from スーパー戦隊 DVD通常版（1枚組）
  - 映像特典
    - 劇場予告編
    - 本編後付け映像
    - ノンスーパーED
- 劇場版 動物戦隊ジュウオウジャーVSニンニンジャー 未来からのメッセージ from スーパー戦隊 ［ブルーレイ+DVDセット］コレクターズパック（3枚組）
  - ディスク1：本編Blu-ray（［ブルーレイ+DVDセット］と共通）
  - ディスク2：本編DVD（通常版と共通）
  - ディスク3：特典DVD
    - メイキング
    - 完成披露上映会舞台挨拶
    - 公開初日舞台挨拶
    - PR集
    - ジュウオウデータパーク
    - ポスタービジュアル

  - 初回限定特典
    - 貼ってはがせるジュウオウシール
    - 特製スリーブケース
- 劇場版 動物戦隊ジュウオウジャーVSニンニンジャー 未来からのメッセージ from スーパー戦隊 DVDコレクターズパック（2枚組）
  - ディスク1：本編DVD（通常版と共通）
  - ディスク2：特典DVD
    - メイキング
    - 完成披露上映会舞台挨拶
    - 公開初日舞台挨拶
    - PR集
    - ジュウオウデータパーク
    - ポスタービジュアル

  - 初回限定特典
    - 貼ってはがせるジュウオウシール
    - 特製スリーブケース